# Lijst van Nederlandse staatssecretarissen van Defensie

Onderscheidingsvlag van de staatssecretaris van Defensie

In de lijst van Nederlandse staatssecretarissen van Defensie staan alle staatssecretarissen, belast met de defensie en eventuele oorlogvoering van Nederland. Vanaf het kabinet-Drees-Van Schaik, waar het staatssecretariaat werd ingevoerd tot aan het kabinet-Drees III was er een aparte staatssecretaris van Oorlog en een van Marine. Bij het kabinet-Beel II verviel het eerste en bleef er slechts een staatssecretaris van Marine over. Vanaf het kabinet-De Quay was er een allesomvattende post, Defensie.

## Staatssecretaris van Oorlog
| Kabinet                  | Periode   | Staatssecretaris     | Bijzonderheden          |
| ------------------------ | --------- | -------------------- | ----------------------- |
| kabinet-Drees-Van Schaik | 1948-1951 | W.H. Fockema Andreae | (tot 23 oktober 1950)   |
| kabinet-Drees-Van Schaik | 1948-1951 | H.C.W. Moorman       | (vanaf 23 oktober 1950) |
| kabinet-Drees I          | 1951-1952 | H.C.W. Moorman       |                         |
| kabinet-Drees I          | 1951-1952 | F.J. Kranenburg      | (vanaf 1 juni 1950)     |
| kabinet-Drees II         | 1952-1956 | F.J. Kranenburg      |                         |
| kabinet-Drees III        | 1956-1958 | F.J. Kranenburg      | (tot 1 juni 1958)       |
| kabinet-Drees III        | 1956-1958 | M. van Veen          | (vanaf 17 oktober 1958) |

## Staatssecretaris van Marine
| Kabinet                  | Periode   | Staatssecretaris | Bijzonderheden |
| ------------------------ | --------- | ---------------- | -------------- |
| kabinet-Drees-Van Schaik | 1948-1951 | H.C.W. Moorman   |                |
| kabinet-Drees I          | 1951-1952 | H.C.W. Moorman   |                |
| kabinet-Drees II         | 1952-1956 | H.C.W. Moorman   |                |
| kabinet-Drees III        | 1956-1958 | H.C.W. Moorman   |                |
| kabinet-Beel II          | 1958-1959 | H.C.W. Moorman   |                |

## Staatssecretaris van Defensie
| Kabinet                | Periode    | Staatssecretaris                   | Bijzonderheden                                                   |
| ---------------------- | ---------- | ---------------------------------- | ---------------------------------------------------------------- |
| kabinet-De Quay        | 1959-1963  | M.R.H. Calmeyer                    | Land- en luchtmacht                                              |
| kabinet-De Quay        | 1959-1963  | P.J.S. de Jong                     | Marine                                                           |
| kabinet-Marijnen       | 1963-1965  | A. van Es                          | Marine                                                           |
| kabinet-Marijnen       | 1963-1965  | J.C.E. Haex                        | Landmacht                                                        |
| kabinet-Marijnen       | 1963-1965  | W. den Toom                        | Luchtmacht                                                       |
| kabinet-Cals           | 1965-1966  | A. van Es                          | Marine                                                           |
| kabinet-Cals           | 1965-1966  | G.H.J.M. Peijnenburg               | Landmacht                                                        |
| kabinet-Cals           | 1965-1966  | J.J.F. Borghouts                   | (tot overlijden: 5 feb 1966) Luchtmacht                          |
| kabinet-Cals           | 1965-1966  | H. Schaper                         | (opvolger Borghouts) Luchtmacht                                  |
| kabinet-Zijlstra       | 1966-1967  | A. van Es                          | Marine                                                           |
| kabinet-Zijlstra       | 1966-1967  | G.H.J.M. Peijnenburg               | Landmacht                                                        |
| kabinet-Zijlstra       | 1966-1967  | H. Schaper                         | Luchtmacht                                                       |
| kabinet-De Jong        | 1967-1971  | A.E.M. Duynstee                    | Luchtmacht                                                       |
| kabinet-De Jong        | 1967-1971  | A. van Es                          | Marine                                                           |
| kabinet-De Jong        | 1967-1971  | J.C.E. Haex                        | Landmacht                                                        |
| kabinet-Biesheuvel I   | 1971-1972  | A. van Es                          | Personeel en Materieel                                           |
| kabinet-Biesheuvel II  | 1972-1973  | A. van Es                          | Personeel en Materieel                                           |
| kabinet-Den Uyl        | 1973-1977  | J.A. Mommersteeg                   | (Afgetreden wegens ziekte: 28 feb 1974) Personeel                |
| kabinet-Den Uyl        | 1973-1977  | C.L.J. van Lent                    | (opvolger Mommersteeg) Personeel                                 |
| kabinet-Den Uyl        | 1973-1977  | A. Stemerdink                      | Materieel                                                        |
| kabinet-Van Agt I      | 1977-1981  | C.L.J. van Lent                    | Personeel                                                        |
| kabinet-Van Agt I      | 1977-1981  | W.F. van Eekelen                   | Juridische Zaken en Materieel                                    |
| kabinet-Van Agt II     | 1981-1982  | A. Stemerdink                      | Materieel                                                        |
| kabinet-Van Agt II     | 1981-1982  | J. van Houwelingen                 | Personeel                                                        |
| kabinet-Van Agt III    | 1982       | J. van Houwelingen                 |                                                                  |
| kabinet-Lubbers I      | 1982-1986  | J. van Houwelingen                 | Materieel                                                        |
| kabinet-Lubbers I      | 1982-1986  | Ch. Schwietert                     | (Afgetreden: 11 nov. 1982) Personeel                             |
| kabinet-Lubbers I      | 1982-1986  | W.K. Hoekzema                      | (opvolger Schwietert: 19 nov. 1982) Personeel                    |
| kabinet-Lubbers II     | 1986-1989  | J. van Houwelingen                 | Materieel en Personeel                                           |
| kabinet-Lubbers III    | 1989-1994  | B.J.M. baron van Voorst tot Voorst | Afgetreden: 1 juni 1993                                          |
| kabinet-Lubbers III    | 1989-1994  | A.B.M. Frinking                    | Opvolger: 1 juni 1993                                            |
| kabinet-Kok I          | 1994-1998  | J.Ch. Gmelich Meijling             |                                                                  |
| kabinet-Kok II         | 1998-2002  | H.A.L. van Hoof                    |                                                                  |
| kabinet-Balkenende I   | 2002-2003  | C. van der Knaap                   |                                                                  |
| kabinet-Balkenende II  | 2003-2006  | C. van der Knaap                   |                                                                  |
| kabinet-Balkenende III | 2006-2007  | C. van der Knaap                   |                                                                  |
| kabinet-Balkenende IV  | 2007-2010  | C. van der Knaap                   | (tot december 2007)                                              |
| kabinet-Balkenende IV  | 2007-2010  | J.G. de Vries                      | (van 18 december 2007 tot 14 mei 2010)                           |
| kabinet-Rutte I        | 2010-2012  | -                                  | (de functie was niet ingevuld)                                   |
| kabinet-Rutte II       | 2012-2017  | -                                  | (de functie was niet ingevuld)                                   |
| kabinet-Rutte III      | 2017-2021  | Barbara Visser                     | werd minister van IW                                             |
| kabinet-Rutte IV       | 2022-2024  | Christophe van der Maat            | van 30 oktober tot 24 november 2023 was de functie niet ingevuld |
| kabinet-Schoof         | 2024-heden | Gijs Tuinman                       |                                                                  |